# Православный Свято-Тихоновский гуманитарный университет
Правосла́вный Свято-Ти́хоновский гуманита́рный университе́т (сокращённо ПСТГУ, полное наименование — Образов́ательное ча́стное учре́ждение вы́сшего образова́ния «Правосла́вный Свято-Ти́хоновский гуманита́рный университе́т») — российское частное высшее учебное заведение в Москве.
Основан в 1992 году как Православный Свято-Тихоновский богословский институт (ПСТБИ) на основе Богословско-катехизаторских курсов, созданных в 1991 году. В 2004 году получил высший аккредитационный статус по типу «университет», и с тех пор носит современное название. ПСТГУ стал симбиозом церковной академической науки и светской гуманитарной высшей школы, приведшим к возникновению самобытного учреждения высшей школы Русской православной церкви, в котором, в отличие от духовных академий и семинарий, смогли получать высшее богословское образование не только клирики и миряне, готовящиеся принять священный сан, но и все желающие. ПСТГУ со временем стал не только учебным центром, но и местом сосредоточия светской и церковной богословской и научной мысли, потребовавшей для своей реализации широкой издательской деятельности
Имеет государственную аккредитацию по пяти образовательным направлениям — теологии, религиоведению, педагогике, филологии и истории, а также по специальностям — историко-архивоведение, искусствоведение, методика начального образования, социальная педагогика, дирижирование, живопись и декоративно-прикладное искусство. Студенты обучаются на шести факультетах: богословском, церковных художеств, церковного пения, историко-филологическом, информатики и прикладной математики, дополнительного образования. Также действуют Институт дистанционного образования и Хоровое училище. Научная работа в ПСТГУ осуществляется на кафедрах и в научных структурах — лабораториях, отделах, научно-исследовательских центрах. Действуют научные студенческие общества. Лекционные и семинарские занятия проходят в зданиях Московского епархиального дома в Лиховом переулке, д. 6 (Богословский факультет), в 1-м Новокузнецком переулке, дом 4, стр. 1, 2 (Факультеты Церковного пения, Информатики и прикладной математики) и на Иловайской улице, д. 9 (остальные факультеты).
ПСТГУ активно ведёт издательскую деятельность по различным направлениям: издание книг известных богословов, философов и церковных писателей, написанных в XIX—XX веках; публикация научных работ преподавателей университета, издание пособий для студентов духовных учебных заведений; публикация миссионерской общедоступной литературы о православной вере и жизни. Значительное место в жизни университета занимает издательская работа по истории Русской православной церкви XX века. За 30 лет Издательство ПСТГУ выпустило свыше 1600 книг.

## История

### Богословско-катехизаторские курсы
Идея создания православного вуза, где, в отличие от духовных семинарий и академий, могли бы обучаться все желающие, а не только лица, готовящиеся к принятию сана, сформировалась в 1980-е годы в среде учеников и духовных чад протоиерея Всеволода Шпиллера (ум. 1984) и иеромонаха Павла (Троицкого). В конце 1980-х годов, как только наступила относительная религиозная свобода, они организовали несколько лекториев, имевших духовно-просветительские и миссионерские цели. Как вспоминал протоиерей Владимир Воробьёв, «сначала собирались в кинотеатрах. Как только вешали объявление, кинотеатры набивались битком. Люди слушали лекции с жадностью, задавали вопросы — это было живое, интенсивное общение. Через какое-то время нам предложили прочитать годовой курс. Мы договорились об аренде великолепного зала в ЦДКЖ на Комсомольской площади, и целый год, каждую неделю, проводили там лекции. Привлекли ещё несколько священников, в том числе отца Глеба Каледу, который тогда ещё скрывал своё священство и приходил просто как профессор, доктор наук. Выступления продолжали собирать много людей: о них стало известно всей Москве. Вход был бесплатный. Так мы провели два года. Весной, когда заканчивались лекции, нас стали просить открыть курсы — люди хотели получить хотя бы небольшое богословское образование».
Осенью 1990 года началась работа над созданием Богословско-катехизаторских курсов. В состав инициативной группы входили священники Владимир Воробьёв, Глеб Каледа, Сергий Романов и Аркадий Шатов. Чаще всего они собирались в приходском доме протоиерея Димитрия Смирнова рядом с только что переданным Церкви полуразрушенным храмом святителя Митрофана Воронежского. Главной задачей курсов было соединить академическую свободу учебного процесса и каноническое послушание священноначалию. Когда устав курсов, наконец, был утверждён, патриарх Алексий II благословил их открытие. В первый учебный совет курсов вошли протоиереи Валентин Асмус, Владимир Воробьёв, Глеб Каледа, Николай Соколов, Сергий Романов, Александр Салтыков, Димитрий Смирнов, Аркадий Шатов, профессора Николай Емельянов, Андрей Ефимов. Ректором курсов был избран профессор протоиерей Глеб Каледа, усилиями которого для курсов были выделены помещения в МВТУ. Первое занятие курсов прошло 6 февраля 1991 года. Первоначально дневного факультета не было, студенты учились вечером.
Весной 1991 года протоиерей Глеб Каледа в связи с назначением руководителем сектора в новообразованном Синодальном отделе религиозного образования и катехизации попросил освободить его от должности ректора, 29 мая на заседании учебного совета Богословско-катехизаторских курсов тайным голосованием был избран новый ректор — протоиерей Владимир Воробьёв. Курсы вначале имели шестерых преподавателей, секретаря и 300 слушателей; в основном это были духовные чада отцов-организаторов, но были и учащиеся, пришедшие по объявлению. В каждой группе числилось около 50 слушателей, реально на занятиях присутствовало до 40 человек. Учебников не было, приходилось пользоваться конспектами лекций. К концу учебного года на курсах осталась половина слушателей. Осенью 1991 года был объявлен второй набор. Высокий уровень преподавания позволил думать о создании на базе курсов высшего учебного заведения, и уже с осени 1991 года началась разработка нового устава.

### Православный Свято-Тихоновский богословский институт
По просьбе слушателей и по ходатайству Учебного совета курсов патриарх Московский и всея Руси Алексий II преобразовал Богословско-катехизаторские курсы в Богословский институт. На создание и деятельность института было получено благословение архимандритов Иоанна (Крестьянкина) и Кирилла (Павлова). Учредителями Богословского института стали патриарх Алексий II и Священный синод РПЦ. 12 марта 1992 года Богословский институт получил официальную регистрацию. Создание института преследовало несколько целей. Первой целью создания ПСТБИ была подготовка квалифицированных кадров для пастырского служения и других церковных послушаний, а также православных специалистов для работы в светских структурах, в первую очередь в образовательных и социальных учреждениях. Второй важнейшей целью было преодоление оставшегося от периода советской власти отделения Церкви от школы, то есть борьба за легализацию богословской науки и религиозного образования. Легализация религиозного образования, включающая государственную регистрацию, лицензирование и аккредитацию учреждений, дающих религиозное образование, в том числе церковных школ, означала бы признание государством образовательных сертификатов этих учебных заведений и выдачу их выпускникам аттестатов и дипломов государственного образца. Третьей целью создания ПСТБИ было существенное повышение уровня и качества богословского образования, что было достигнуто благодаря переходу на университетскую систему обучения и развитию межвузовской коммуникации, в особенности с Богословским институтом преподобного Сергия Радонежского в Париже, со Свято-Владимирской духовной семинарией Православной Церкви в Америке, с теологическими православными, католическими и лютеранскими, факультетами зарубежных университетов. Как отметил Владислав Петрушко: «Свято-Тихоновский институт изначально был построен по другой модели, по другим лекалам, нежели наши духовные школы, которые наследовали дореволюционную традицию, поэтому в церковно-академической среде нас поначалу восприняли настороженно. Нашим аналогом был скорее Свято-Сергиевский институт в Париже». 25—27 мая 1992 года Богословским институтом была проведена первая конференция под названием «Чтения памяти протоиерея Всеволода Шпиллера», в которой активное участие принял протопресвитер Иоанн Мейендорф. На одно из заседаний чтений приехал патриарх Алексий II. Он рассказал о своем общении с протоиереем Всеволодом и преподал своё благословение Богословскому институту. На основе данной конференции с 1993 года проходили Рождественские чтения; в дальнейшем они были преобразованы в Ежегодную международную богословскую конференцию.
В августе 1992 года после вступительных и переводных экзаменов в институт было зачислено 650 студентов, из них 120 человек — на дневное отделение, 530 — на вечернее, а учащиеся катехизаторских курсов были переведены на второй и третий курсы вечернего отделения института. В сентябре того же года по ходатайству учёного совета Богословскому институту было присвоено имя патриарха Тихона, таким образом вуз получил название «Православный Свято-Тихоновский богословский институт». Актовым днём института стал день избрания святителя Тихона на патриарший престол — 5/18 ноября. Первыми факультетами пастырско-богословский, задуманный как аналог духовных школ; миссионерско-катехизаторский — для подготовки преподавателей Закона Божия; педагогический — для преподавателей светских дисциплин; церковных искусств — для подготовки специалистов в области церковного пения, иконописи и архитектуры. В первые пять лет существования ПСТБИ имел лишь символическое финансирование за счёт книжного магазина «Православное слово» на Пятницкой улице и разовых пожертвований. Из-за плачевного материального положения ПСТБИ преподаватели не получали зарплаты, а студенты — стипендий, а вся жизнь и деятельность института строилась на энтузиазме студентов и сотрудников. 8 декабря 1992 года в главном здании МГУ состоялся Торжественный акт института, который возглавил патриарх Алексий II. На акте присутствовали мэр Москвы Юрий Лужков, президент РАН Юрий Осипов и другие почётные гости. Во время презентации был образован попечительский совет института во главе с патриархом Алексием II и подписан договор о сотрудничестве в развитии ПСТБИ между Московским патриархатом и Московским государственным университетом. МГУ в лице своего ректора академика В. А. Садовничего регулярно приходил на помощь Богословскому институту, предоставляя возможность бесплатно пользоваться университетскими аудиториями в вечернее время. Множество московских преподавателей — профессоров, доцентов, кандидатов наук почти бесплатно трудились в течение многих лет, организуя учебный процесс на разных факультетах. 7 мая 1993 года Православному Свято-Тихоновскому богословскому институту выдана лицензия на право ведения образовательной деятельности в сфере высшего профессионального образования. В августе 1993 года открылось заочное отделение, где начали учёбу более 1000 студентов из различных епархий Русской православной церкви. В октябре 1993 года Спасское братство получило рядом с Николо-Кузнецким храмом небольшое здание, в котором была размещена администрация института и учебные аудитории. Институт пользовался поддержкой МГУ, 1-й Градской больницы и больничного храма Святого царевича Димитрия, художественными мастерскими храма Святителя Николая в Клённиках; заочное отделение проводило экзаменационные сессии в помещениях храма Живоначальной Троицы на Грязех. 8 июня 1994 года патриарх Алексий II освятил храм Живоначальной Троицы на Пятницкой улице, приписной к Николо-Кузнецкому храму, который стал базовым храмом института. В том же году из состава Педагогического факультета был выделен Историко-филологический факультет.

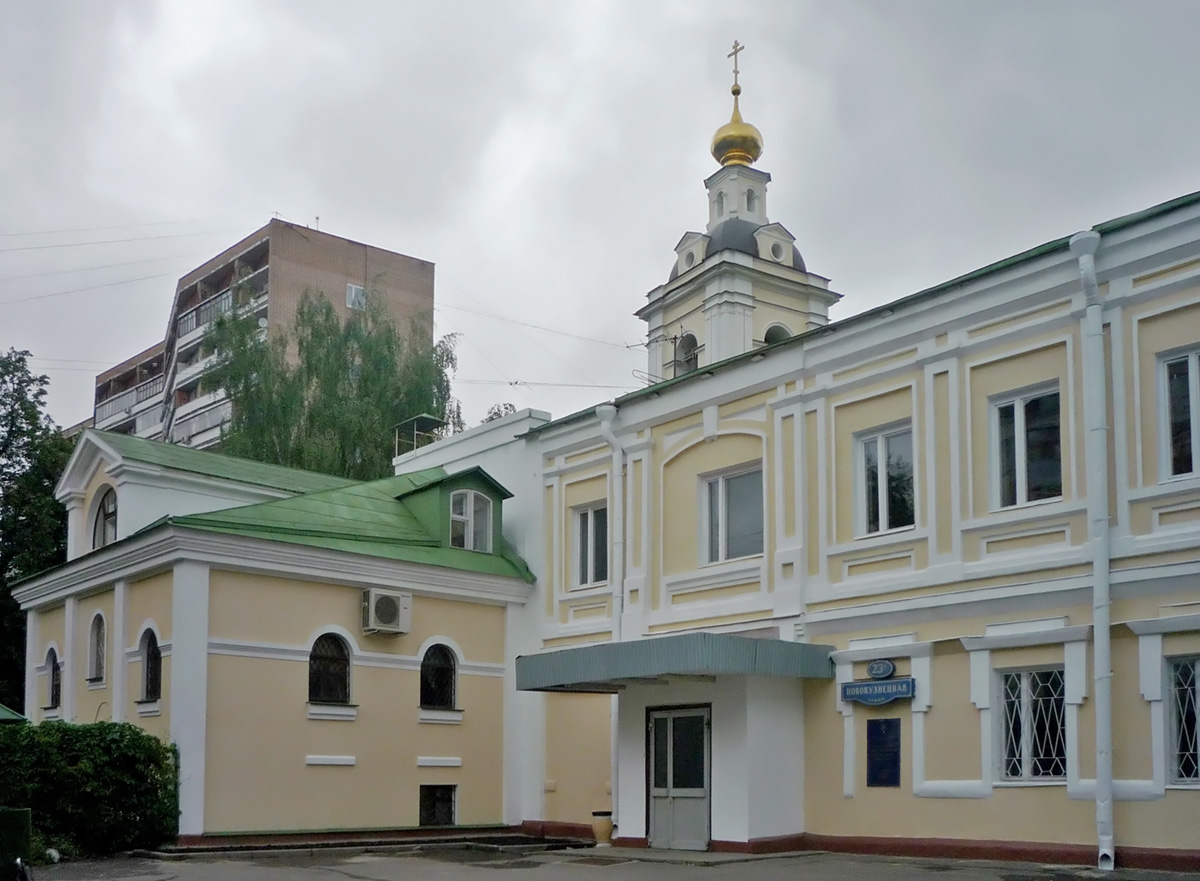
Кампус ПСТГУ на Новокузнецкой

27 декабря 1996 года Священный синод решил подчинить Православный Свято-Тихоновский богословский институт учебному комитету в системе богословского образования Русской православной церкви. В июле 1997 года патриарх Алексий II утвердил специализированный учёный совет при ПСТБИ для защиты кандидатских и докторских диссертаций по богословским наукам и церковной истории. В совет вошли представители Московской и Санкт-Петербургской духовных школ, академики Российской академии наук и Российской академии образования, профессора и преподаватели Московского государственного университета и ПСТБИ. 20 июля 1998 года после прохождения аттестации ПСТБИ получил государственную аккредитацию по направлениям религиоведение и педагогика, в 1999 году — по образовательному направлению теология и специальностям история, филология, искусствоведение, религиоведение. В конце 2000 года аккредитованы специальности: хоровое дирижирование, живопись, декоративно-прикладное искусство и народные промыслы, после чего все факультеты получили возможность вручать выпускникам дипломы государственного образца. В 2000 году институту предоставили свои помещения Московский энергетический институт и Московский государственный университет дизайна. В 2001 году, когда число лекций, еженедельно проводимых в институте, достигло 75, а общее число семинарских занятий превысило 1000, Патриарх Алексий II благословил использовать для институтских занятий помещения при храме Святителя Николая в Заяицкой слободе. К тому времени институт имел 7 иконописных мастерских, 1 мастерскую мозаики и фрески, 4 мастерских церковного шитья, 1 мастерскую по реставрации икон, 20 музыкальных классов. В 2002 году институт прошёл повторную аттестацию и аккредитацию по 13 образовательным направлениям и специальностям, в том числе по трём новым специальностям. В связи с очередной аккредитацией по благословению патриарха Алексия II была изменена организационно-правовая форма института: зарегистрированный первоначально как религиозное объединение, институт был преобразован в негосударственное образовательное учреждение высшего профессионального образования с сохранением принадлежности к Русской православной церкви.
В 1994-2002 годы создавались центры дистанционного образования или филиалы Екатеринбурге, Кемерове, Караганде, Архангельске, Уфе, Вильнюсе, Йошкар-Оле, Ростове-на-Дону, Львове, Петропавловске-Камчатском, Нерюнгри, Сыктывкаре, Набережных Челнах, Кирове (Вятке), на острове Валааме для того чтобы жители разных города России и СНГ могли учиться заочно, не приезжая в Москву. Всего таких филиалов было 18. Зачётные и экзаменационные сессии проводились на местах приезжающими преподавателями ПСТГУ. Как отмечал протоиерей Владимир Воробьёв: «Благодаря этим филиалам удалось в те годы, когда вдали от столиц не было никаких православных кадров, подготовить на местах преподавательский и административный состав. Среди выпускников наших филиалов не только священники, но и очень много работников различных епархиальных отделов, преподавателей местных семинарий и духовных училищ, кафедр теологии в государственных вузах. Таким образом, филиалы кардинально помогали в решении самых неотложных кадровых задач того времени». В 2003 году создание филиалов прекратилось, и был открыт факультет дополнительного образования с четырьмя отделениями, лицензирована аспирантура по семи научным направлениям. Первые преподаватели прошли специальную подготовку и приступили к разработке курсов дистанционного образования. В начале 2004 года состоялся первый набор слушателей на новые дистанционные программы.

### Православный Свято-Тихоновский гуманитарный университет
21 мая 2004 года решением Аккредитационной коллегии по результатам Комплексной оценки деятельности вуза в 2004 году и приказом Министерства образования России от 25 мая того же года установлен государственный аккредитационный статус по типу высшее учебное заведение вида «университет». Это стало первым случаем в новой России присуждения высшего государственного статуса учебному заведению Русской Православной Церкви. В связи с этим 7 октября 2004 года решением Священного Синода было принято название: «Православный Свято-Тихоновский Гуманитарный Университет». С течением времени, в силу ограничений, накладываемых законом об образовании на негосударственные образовательные учреждения, назрела необходимость вынести подготовку священнослужителей в отдельное учебное заведение, не отделяя его по существу от образовательного процесса и жизни богословского факультета ПСТГУ. В 2005 году было создано Богословское отделение как «православная религиозная организация — учреждение профессионального религиозного образования», которое в 2008 году было переименовано в Православный Свято-Тихоновский богословский институт. Таким образом, теологическое и пастырское образования были разграничены, что открыло первое для мирян, не имеющих цели приятия сана, в том числе для женщин, которым также позволили поступать на данное направление. Те же, кто хотел готовиться к принятию священного сана, параллельно поступал в ПСТБИ.

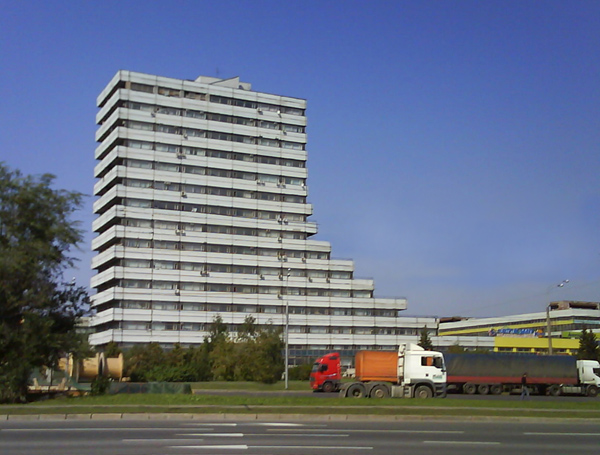
Здание на улице Озёрной в районе Очаково-Матвеевское

В 2004 году была в значительной степени решена проблема учебных помещений. Попечительским советом Университету было предоставлено во временное пользование здание, расположенное в спальном районе Очаково, где расположились Миссионерский, Филологический, Исторический, Педагогический факультеты и факультет Дополнительного образования, а также заочное отделение, библиотека, административные службы. Кроме того, настоятель храма великомученика Георгия на Поклонной горе протоиерей Сергий Суздальцев предоставил Университету для факультета Церковных художеств помещения, в которых проведён капитальный ремонт. В том же году впервые состоялся выпуск магистров теологии. 29 июля 2005 года решением Правительства России приходу храма святителя Николая Мирликийского в Кузнецах было передано здание Московского епархиального дома в Лиховом переулке, чего институт добивался с 1992 года. В начале 2007 года ПСТГУ было передано пятиэтажное здание по адресу ул. Иловайская, д. 9. Там были проведены ремонтные работы, и 28 октября того же года ректор ПСТГУ протоиерей Владимир Воробьёв в сослужении священников Николо-Кузнецкого храма совершил чин освящения общежития университета, где разместилось около 300 студентов. В 2007 году Министерство образования и науки предписало закрыть филиалы ПСТГУ, хотя они продемонстрировали свою эффективность, подготовив сотни священников и специалистов для разных церковных учреждений. Вместо филиалов на факультете дополнительного образования было открыто интернет-образование.
В 2006 году на миссионерском факультете ПСТГУ впервые провели набор на специальность «социальный работник». 9 апреля 2007 года ПСТГУ получил лицензию на право ведения образовательной деятельности по специальности и направлению «Социология». Тогда же начал работу социологический факультет ПСТГУ, что стало первым таким прецедентов в истории учебных заведений Русской православной церкви. В 2009 году социологический факультет и факультет экономики и права были объединены в Факультет социальных наук. Осенью 2007 года в ПСТГУ открылся факультет информатики и прикладной математики с программой обучения, которая предусматривала: фундаментальную математическую подготовку, соответствующую базовой части курса математических факультетов университетов; специальную подготовку, включающую широкий круг курсов, связанных с вычислительной техникой и программированием и приобретение практических навыков; базовое богословское образование. После открытия данной кафедры ПСТГУ перестал быть чисто гуманитарным учебным заведением.
28 мая 2010 года приказом Федеральной службы по надзору в сфере образования и науки при православном Свято-Тихоновском гуманитарном университете открыт диссертационный совет по защите докторских и кандидатских диссертаций по специальности 07.00.02 — Отечественная история (исторические науки) и специальности 09.00.14 — Философия религии и религиоведение (философские науки).
2 сентября 2010 года архиепископ Верейский Евгений (Решетников) совершил освящение нового учебного корпуса Православного Свято-Тихоновского гуманитарного университета и часовни в честь святителя Тихона, Патриарха Московского и всея Руси. На богослужении присутствовали епископ Павлово-Посадский Кирилл (Покровский) и префект ЮВАО г. Москвы Владимир Зотов. В новый корпус переехали шесть факультетов: миссионерский, филологический, исторический, педагогический, социальных наук и дополнительного образования. Также в новом корпусе устроены трапезная, библиотека, студенческий отдел кадров и другие отделы.
В 2012 году началось общеуниверситетское внедрение дистанционных образовательных технологий, для чего в целях централизованной координации и технической поддержки проекта был создан Отдел дистанционного обучения ПСТГУ, обслуживающий Систему дистанционного обучения ПСТГУ. Первоначально дистанционное обучение в полном объёме было реализовано только по дополнительным образовательным программам Факультета дополнительного образования, но предполагалось подключить все факультеты университета. С 2015 года все дистанционные образовательные программы в ПСТГУ реализуются в рамках Института дистанционного образования.

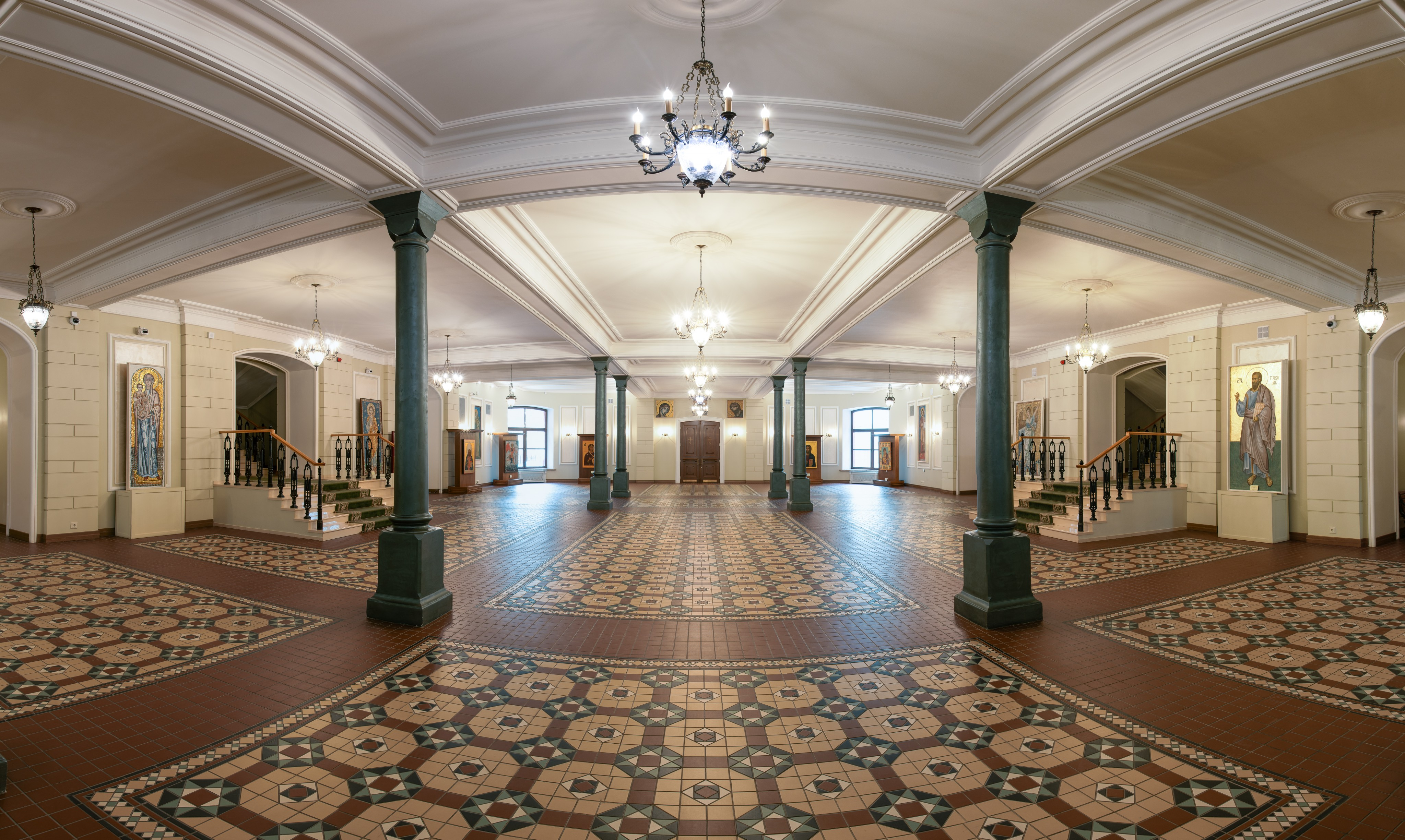
Московский епархиальный дом. Фойе.

В сентябре 2016 года начались занятия в главном здании в Лиховом переулке, куда переехал Богословский факультет. В здание в Кузнецах, где он раньше располагался переехали факультет церковного пения и факультет церковных художеств. Миссионерский факультет, как дающий богословское образование для мирян, перестал быть востребованным и в 2017 году был преобразован в Миссионерское отделение Богословского факультета. Осенью 2020 года исторический и филологический факультеты были объединены в историко-филологический факультет. С 1 ноября 2020 года был упразднён Факультет социальных наук после 13 лет успешной работы. Вместо него осталась одноимённая кафедра, также включённая в состав историко-филологического факультета.
1 июня 2017 года декан Богословского факультета ПСТГУ доктор богословия протоиерей Павел Хондзинский защитил первую в современной истории России кандидатскую диссертацию по специальности «Теология». 21 мая 2019 года первую докторскую диссертацию по теологии защитил профессор ПСТГУ доктор богословия протоиерей Олег Давыденков. 22 февраля 2021 года состоялась защита кандидатской диссертации по теологии Эльги Канаевой, посвящённая богословию Варлаама Калабрийского. Ей пришлось защищать как методологические основания своей работы, так и вообще саму уместность изучения богословия лиц, осуждённых Церковью. Таким образом она стала первой женщиной в России, защитившая кандидатскую диссертацию по теологии, признаваемую государством. 28 ноября 2022 года приказом Минобрнауки России № 1580/нк было выдано разрешение на открытие объединённого диссертационного совета по теологии на базе Православного Свято-Тихоновского гуманитарного университета и Санкт-Петербургской духовной академии по специальностям 5.11.1 Теоретическая теология (по исследовательскому направлению: Православие), 5.11.2. Историческая теология (по исследовательскому направлению: Православие). Председателем диссертационного совета утвержден протоиерей Олег Давыденков, доктор теологических наук.
25 июля 2024 года решением Священного синода РПЦ протоиерей Владимир Воробьёв был уволен от должности ректора ПСТГУ и ПСТБИ и назначен президентом ПСТГУ. Вместо него данные должности занял епископ Егорьевский Мефодий (Зинковский). Вместе с тем он сохранил за собой должности настоятеля всех храмов ПСТГУ.

## Факультеты

### Богословский факультет
Кафедры:
- Кафедра библеистики — преподает в полном объёме курс Нового и Ветхого Завета на богословском факультете, на прочих факультетах — в виде обзорного курса. Образована в 2001 году[49].
- Кафедра систематического богословия и патрологии — образована в мае 2010 года в результате слияния трех кафедр: кафедры догматического богословия, кафедры патрологии и кафедры сравнительного богословия и истории западных исповеданий[50].
- Кафедра общей и русской церковной истории и канонического права — образована в 2014 году в результате слияния двух кафедр: кафедры истории Русской Православной Церкви и кафедры истории Церкви и канонического права[51].
- Кафедра практического богословия — объединяет в себе направления богословия, которые связаны непосредственно с христианской деятельностью: богослужение, проблематика христианской нравственности, социальное служение Церкви. Особый акцент делается на преломлении всех этих проблем в русской духовной и богословской традиции[52].
- Кафедра социальной работы — подготовка специалистов высокого уровня для работы в социально ориентированных организациях, благотворительных фондах[53].
- Кафедра философии и религиоведения — изучение истории русской философии, истории мирового и отечественного религиоведения, социология и психология религии. Преподаватели кафедры преподают философские и религиоведческие дисциплины на всех факультетах ПСТГУ. Образована в конце 2018 года результате объединения кафедры философии и кафедры философии религии и религиозных аспектов культуры[54]. Занимается разработкой таких смежных с богословием областей знания, как религиоведение, философия религии, философия культуры. В центре внимания преподавателей кафедры — не только предметные области этих дисциплин, но и их отношения между собой и с богословием. Создана по инициативе В. Н. Катасонова в 2003 году[55].
- Кафедра древних языков и древнехристианской письменности — осуществляет преподавание древнегреческого, латинского и новогреческого языков. Также преподаватели кафедры читают ряд специализированных дисциплин на Отделении древнехристианской письменности (античная литература, поздняя античная и раннехристианская литература, эпиграфика, греческий язык Нового Завета, история средневековой западной литературы и т. д.)[56].
- Кафедра восточно-христианской филологии и восточных Церквей — изучаются основные языки христианского Востока, литература на этих языках, история и культура восточно-христианских этно-конфессиональных обществ[57].
- Кафедра миссиологии — основана одновременно с созданием миссионерского факультета. После его ликвидации[58] передана в состав богословского факультета. Реализует богословия миссии, апологетики и сектоведения[59].
- Кафедра иностранных языков — осуществляет преподавание курсов английского, немецкого и французского языков[60].

С 2013 года в субботу Акафиста ежегодно проходит научная конференция студентов и аспирантов богословского факультета.

### Факультет церковных художеств
Является одним из ведущих центров подготовки профессиональных специалистов во всех областях церковного искусства. Основан в 1992 году как Факультет церковных искусств.
Кафедры:
- Кафедра истории и теории христианского искусства — осуществляет подготовку по направлению история искусств. Читаются дисциплин по всеобщей истории искусства, музееведение, описание и анализ памятников искусства, иконографию, источниковедение, греческий язык и латынь, основы консервации икон, историю художественной критики, методологию истории искусства и теорию искусства[62].
- Кафедра церковного шитья — осуществляет подготовку по направлению «декоративно-прикладное искусство и народные промыслы». В основе программы обучения, составленной преподавателями кафедры, лежит принцип постепенного перехода от копирования студентами древних памятников шитья до создания авторских произведений[63].
- Кафедра монументального искусства — студенты кафедры учатся самостоятельно разрабатывать систему росписи, учитывая особенности архитектуры и посвящения храма, компоновать изображения в различные архитектурные формы, индивидуальному подходу к росписи каждого храмового интерьера. Основана в 1992 году[64].
- Кафедра реставрации — готовит специалистов по реставрации темперной живописи (икон) и станковой масляной живописи (картин). Изучаются энтомология, микология, спецхимия, климатология, методы технико-технологических исследований, рисунок и живопись, история реставрации, учёт и хранение музейных ценностей, основы сметного дела. Открыта в 1993 году[65].
- Кафедра иконописи — осуществляет подготовку по специальности «живопись»[66]

### Факультет церковного пения
Открыт в 1992 году в числе первых факультетов. Его возникновение стало ответом на потребность в специалистах хорового дела, обладающих обширными знаниями в области церковного пения. На факультете накоплен опыт сочетания традиций светского и духовного музыкального образования. Студенты получают базовое музыкальное образование в объёме светских вузов, а также осваивают теорию и практику богослужебного пения.
Кафедры
- Кафедра регентования — ведётся практическая и научно-исследовательская работа по нескольким направлениям: изучение местных традиций целого ряда певческих центров — Киево Печерской, Троице Сергиевой лавры, Валаамского, Соловецкого, Псково Печерского, других монастырей и отдельных приходских общин, и исследование древнерусского певческого наследия по рукописным источникам, и собирание биографических материалов о тружениках клиросного дела, а также воспоминаний и свидетельств о церковном пении. Ведется теоретическое и практическое изучение и освоение практики византийских, грузинских, старообрядческих церковных певцов и хоров, а также творческого наследия, хормейстерских и исполнительских принципов и приемов наиболее ярких представителей московской и санкт петербургской хоровых школ Синодального периода[69].
- Кафедра церковно-певческого обихода — создана для ознакомления студентов всех факультетов ПСТГУ с традиционными распевами Православного богослужения. Основное внимание уделяется московской традиции гласового пения и культуре пения «на подобен». Студенты получают представление о других местных традициях гласового пения[70].
- Кафедра хорового дирижирования — готовит хормейстеров.
- Кафедра сольного пения — направленность кафедры включает базовые аспекты академического дирижёрско-хорового образования и их частичной адаптации к задачам церковно-певческой специализации[71]
- Кафедра истории и теории музыки — комплекс включенных в программу обучения предметов обеспечивает выпускникам Факультета достаточно широкий общемузыкальный кругозор. Преподавание ведётся на уровне музыкального вуза. Значительная часть дисциплин читается по авторским программам. Особенно пристально изучается отечественная музыкальная классика[72].
- Кафедра общего фортепиано — формирует всесторонне образованного, профессионально подготовленного музыканта и развитие навыков владения фортепиано.

### Историко-филологический факультет
Образован в 1994 году выделением из состава педагогического факультета. В 2000 года в свою очередь разделился на филологический и исторический факультеты, однако в конце 2020 года исторический и филологический факультеты были вновь объединены в историко-филологический факультет.
Кафедры
- Кафедра истории России — осуществляет подготовку по направлению «История», обеспечивает университет комплексом общих учебных дисциплин по истории России с древнейших времен до конца XX в., источниковедению и историографии, методики преподавания истории и другим спецдисциплинам[74].
- Кафедра социальных наук — осуществляет подготовку специалистов для Русской православной церкви, государственных и муниципальных органов власти и управления, общественных организаций, современного российского бизнеса. Обучение на факультете построено по принципу соединения социологического, экономического и богословского образования[75]. Занятия проводят преподаватели ПСТГУ, МГУ им. М. В. Ломоносова, институтов РАН[75].
- Кафедра славянской филологии — осуществляет преподавание на филологическом факультете ПСТГУ дисциплин, связанных с общим языкознанием, современным русским языком, славянскими языками, историей русского и славянских языков, а также методикой преподавания русского и славянских языков в средней и высшей школе[76].
- Кафедра романо-германской филологии — обучение романским и германским языкам. Студенты осваивают английский и романский религиозный дискурс различной тематики[77].
- Кафедра педагогики — подготовка специалистов для учреждений образования, культуры и социальной сферы, осуществляемая в лучших традициях русской педагогической школы, а также с учётом новейших, зарекомендовавших себя с положительной стороны, отечественных и зарубежных инноваций[78].
- Кафедра всеобщей истории — обеспечивает комплекс учебных дисциплин по истории древнего мира, истории средних веков, новой и новейшей истории стран Западной Европы и Америки, библейской археологии, истории стран Азии и Африки, истории южных и западных славян и т. д.

### Факультет информатики и прикладной математики
Факультет осуществляет обучение по специальности «Математическое обеспечение и администрирование информационных систем» квалификация «математик-программист». На факультете действует кафедра математики, кафедра информатики и научно-исследовательская лаборатория информационно-поисковых систем. Форма обучения: очная. Основателем и первым деканом был Емельянов Николай Евгеньевич. Первый набор студентов прошёл в 2008 году. Студенты получают практические навыки работы с основными современными операционными системами, языками программирования, СУБД и в совершенстве овладеют некоторыми из них в соответствии с выбранной специализацией.
Накопленный в ПСТГУ многолетний опыт прикладных разработок в области информационных технологий, связанных с ведением базы данных «За Христа пострадавшие» и базы данных «Иконография церковного искусства».
Кафедры:
- Кафедра информатики — создана в 1992 году. Преподаватели кафедры ведут занятия на всех факультетах университета по дисциплинам: информатика, математика и информатика, новые информационные технологии в образовании и других. После создания факультета стала выпускающей. Осуществляет преподавание всех обще-профессиональных и специальных дисциплин по специальности 010503.65 «Математическое обеспечение и администрирование информационных систем»[83].
- Кафедра математики — создана в 2006 году как общеуниверситетская кафедра. После создания в 2008 году факультета вошла в его структуру. Кафедра обеспечивает преподавание дисциплин математического цикла для широкого спектра специальностей и направлений: математическое обеспечение и администрирование информационных систем, экономика, социология, социальная работа, туризм, философия, религиоведение, культурология[84].
- Кафедра экономики — имеет статус выпускающей по направлению 38.03.01 «Экономика» (профиль «Прикладная экономика») с квалификацией бакалавр; по направлению 38.04.01 «Экономика» (профиль: Экономика и управление финансами) с квалификацией магистр. Кафедра выполняет иные межфакультетские функции: ведение занятий по общепрофессиональным дисциплинам и дисциплинам общего гуманитарного и социально-экономического цикла на факультетах ПСТГУ[85].

### Институт дистанционного образования
Институт дистанционного образования (ИДО) создан в ПСТГУ в 2015 году на базе кафедры новых технологий в гуманитарном образовании (НТГО). Директором института стал проректор ПСТГУ по учебной работе протоиерей Геннадий Егоров. В том же году на кафедру НТГО отнесены все дисциплины, входящие в состав программ, при реализации которых используются дистанционные образовательные технологии.
Все образовательные программы института реализуются дистанционно, через интернет. Первой дистанционной программой ПСТГУ в 2004 году стал курс «Основы Православия», которая и в настоящее время остаётся самой популярной программой ИДО. Кроме того, Институт дистанционного образования реализует рассчитанную на 3,5 года программу профессиональной переподготовки «Теология». В 2016 году была запущена первая в России полностью дистанционная богословская магистерская программа «Православное богословие и философия в современном дискурсе».
За 14 лет дистанционные программы ПСТГУ окончили более 2000 человек из 127 стран. Большинство иностранных выпускников — жители Украины, на втором месте представители Германии. В десятку популярных стран входят Белоруссия, государства Прибалтики, Казахстан, США и Канада.
Специалисты кафедры НТГО ведут исследования в области организации дистанционного обучения и адаптации к нему учащихся и преподавателей. На основе полученного опыта был разработан оригинальный курс подготовки преподавателей для работы в системе дистанционного обучения ПСТГУ.
ИДО ПСТГУ (совместно с компаниями SAP и «Сургутнефтегаз») стал соучредителем первой Международной научно-практической конференции «Цифровое образование. XXI век Архивная копия от 16 октября 2018 на Wayback Machine», прошедшей в Москве 24 сентября 2018 года. Целью конференции стало создание постоянной площадки для обмена опытом профессионалов-практиков в области цифровизации образования.

## Научная деятельность
В 1992 года состоялась первая Богословская конференция по типу чтений. В дальнейшем они были преобразованы в Ежегодную международную богословскую конференцию, включающую такие секции, как богословие, церковная история, церковное искусство (изобразительное и певческое), миссионерская и социальная церковная деятельность, а также секции гуманитарных наук и педагогики. Конференция стала одним из крупнейших международных научных форумов, объединяющих учёных, богословов, специалистов в самых разных гуманитарных областях. С 1996 года ежегодно выходят материалы конференции. В 1997—2005 годы выходил «Богословский сборник». В 2003 году начал выходить «Вестник ПСТБИ», в 2004 году переименованный в «Вестник ПСТГУ». С 2004 года ежегодно издаётся «Филаретовский альманах», в котором публикуются материалы, относящиеся к жизни, деяниям и творческому наследию митрополита Московского и Коломенского Филарета (Дроздова).
В 1992 году патриарх Алексий II благословил «сосредоточить работы по исследованию истории Русской Православной Церкви XX века в Православном Свято-Тихоновском Богословском институте» и обратился к руководству ФСБ с просьбой разрешить научным сотрудникам ПСТБИ работать со следственными делами репрессированного духовенства и мирян РПЦ, хранящимися в архивах ФСБ РФ. По материалам этих и других архивов были собраны сведения о пострадавших в 1937—1938 годы на Бутовском полигоне под Москвой, о множестве других репрессированных и были подготовлены материалы для канонизации Собора новомучеников и исповедников Церкви Русской на юбилейном архиерейском соборе Русской православной церкви 2000 года.
Первым в собрании ПСТБИ стал церковно-исторический архив Μихаила Губонина (1907—1971). Книга «Акты Святейшего Патриарха Тихона и позднейшие документы о преемстве высшей церковной власти 1917—1943 гг.», подготовленная Губониным и дополненная справочным аппаратом, вышла в 1994 году, положив начало многотомной серии «Материалы по новейшей истории Русской Православной Церкви». В том же году для координации начуной деятельности был создан «Отдел новейшей истории Русской православной церкви». Два тома машинописного труда Губонина «Современники о Патриархе Тихоне», включающего комментарии составителя, были опубликованы в 2007 году. Книга Губонина «Кифа», посвящённая митрополиту Крутицкому Петру (Полянскому), дополненная обширным исследованием священника Александра Мазырина, была издана в 2012 году. Также был дополнен и издан в 2006 году его фундаментальный труд «История иерархии Русской Православной Церкви: Комментированные списки иерархов по епископским кафедрам с 862 г.», доведённый до 2006 года. В 2019 году вышло второе, основательно переработанное и дополненное, издание, доведённое до 2019 года. Крупным церковным проектом стала созданная профессором Николаем Емельяновым компьютерная база данных «За Христа пострадавшие», включившая информацию о репрессированных в XX веке клириках и мирянах РПЦ. База данных «За Христа пострадавшие» стала первым интернет-ресурсом РПЦ, открытым в мировом интернет-пространстве. Материалы базы данных, содержащая около 36 тысяч персоналий, публикуются в Биографическом справочнике «За Христа пострадавшие».
На Факультете церковных художеств с 1996 года издаётся сборник научных статей «Искусство христианского мира», функционируют компьютерная база данных «Иконография восточно-христианского искусства» (по базе данных издается серия дисков «Азбука иконописца») и церковно-археологический музей. На Филологическом факультете реализуются 2 проекта, проводятся 2 научных семинара: Медиевистический и Славянской библеистики, издаётся серия «Филология» в составе «Вестника ПСТГУ». Педагогический факультет осуществляет экспертное сопровождение научных проектов, издаёт серию «Педагогика. Психология» в составе «Вестника ПСТГУ». На Историческом факультете научная работа велась на кафедрах, факультет совместно с Отделом новейшей истории Русской церкви издаётся серия «История. История Русской Православной Церкви» в составе «Вестника ПСТГУ». На факультете социальных наук действует Информационно-аналитический центр. Факультет Информатики и прикладной математики имеет научно-исследовательскую лабораторию информационно-поисковых систем, поддерживает базу данных «За Христа пострадавшие» и связанные с ней проекты. На всех факультетах проводятся конференции и научные семинары, межвузовские и международные исследования, осуществляется международный обмен профессорами и студентами (по договорам с 30 иностранными университетами), выполняются проекты по грантам Российского гуманитарного научного фонда, Российского фонда фундаментальных исследований и других фондов, президентским грантам.
В 2007 году на Богословском факультете ПСТГУ был создан Исследовательский семинар «Социология религии» под руководством проректора Богословского института при ПСТГУ протоиерея Николая Емельянова. Команда «Социологии религии» стремится способствовать росту непредвзятых академических исследований религии, проводить социологические исследования, необходимые для принятия решений, касающихся важных вопросов жизни Русской Православной Церкви и светского общества, способствовать росту самопонимания Русской православной церкви. В рамках ИЛ «Социологии религии» проводятся фундаментальные и прикладные социологические исследования религиозной проблематики. Одним из основных направлений работы является изучение эффектов религиозности в обществах, где механизмы межпоколенческой передачи религии были разрушены; делается попытка оценить специфику и динамику диффузии религии в обществе, характер её влияния на поведение людей в различных сферах жизни. Результаты исследований представлены в форме публикаций в научных изданиях, а также презентуются для практиков в рамках круглых столов, рабочих совещаний, летних школ. Аналитические отчеты публикуются на сайте проекта. В 2015 года в структуре ПСТГУ создана исследовательская лаборатория «Социология религии», сотрудники которой и составляют ядро команды семинара. Команда семинара состоит из социологов, богословов, философов, религиоведов и математиков — выпускников МВШСЭН, МГУ, НИУ ВШЭ, ПСТГУ. Научным руководителем лаборатории является кандидат социологических наук, доцент Иван Забаев.
В 2010 году при богословском факультете ПСТГУ на базе действующего на факультете коллектива ученых, занимавшихся историей русской богословской традиции и духовного образования был основан Научный центр истории богословия и богословского образования под руководством доктора церковной истории и доктора исторических наук Наталии Суховой, фокусирующийся на изучении истории русского богословия синодального периода. Центр проводит еженедельные заседания, а также привлекает к участию исследователей русского богословия из других духовных школ университетов и научных центров
В 2015 году была создана Лаборатория исследований церковных институций. В рамках проекта осуществляются фундаментальные и прикладные богословские, философские, исторические и социологические исследования современных процессов жизни Церкви с особым вниманием к актуальным проблемам в жизни Русской Православной Церкви. Особое внимание уделяется институциональным формам бытия Церкви (секция общих проблем экклесиологии) и изучению священства (секция исследований религиозного лидерства). Лаборатория исследований церковных институций объединяет усилия нескольких исследовательских групп, сосредоточенных на конкретных исследованиях в рамках определённой научной методологии. Команда проекта включает в себя богословов, философов, историков, филологов, социологов. К работе привлекаются члены экспертного сообщества.
В ноябре 2020 года создан Центр лексикографических исследований, который вошёл в структуру историко-филологического факультета университета. Основная задача ЦЛИ — координация научной работы лексикографов и специалистов по истории лексикографии, работающих в ПСТГУ в различных предметных областях — как в русистике и славистике, так и в германистике, классической филологии и других. Общая деятельность ЦЛИ складывается из реализуемых научных проектов и научных тем, также на базе центра формируется словарный кабинет и база данных исторической лексикографии.

## Издательская деятельность

### Монографии и учебные пособия
Издательство ПСТГУ (до 2004 года — издательство ПСТБИ) появилось в 1992 году одновременно с основанием института. Издательство ПСТГУ постоянно обращается к наследию русских богословов и церковных писателей XIX — XX веков. Изданные книги были различны по богословскому уровню, но главным в этих изданиях было содержательное и современное по форме изложение учения Церкви. Значительное место в деятельности издательства занимает издательская работа по истории Русской православной церкви XX века. Результатами этих исследований стала серия «Материалы по новейшей истории Русской Православной Церкви», в которой впервые опубликованы уникальные документы и воспоминания. Особое внимание уделяется изданию материалов, посвящённых новомученикам и исповедникам. Важную часть занимают учебные пособия для студентов, изучающих богословие, церковные науки и искусства. Издательством опубликованы работы известных учёных-богословов XX века, как отечественных, так и эмигрантских, а также переводы на русский язык трудов богословов из других поместных православных церквей. Активно публикуются учебные курсы преподавателей университета. Издательство ПСТГУ выпустило немало книг в сотрудничестве с другими церковными и светскими издательствами и открыто для совместной работы. Особое внимание уделяется оформлению книг.

### Вестник ПСТГУ
Осенью 2003 года начался выпуск «Вестника Православного Свято-Тихоновского Богословского Института», что было вызвано необходимостью издания многочисленных научных статей, принадлежащих участникам Ежегодной Богословской конференции ПСТБИ, поскольку объём «Материалов Ежегодной богословской конференции» и «Богословского сборника» не позволял вместить все поступавшие в редакцию и на конференцию значимые статьи и материалы. Начиная с третьего номера, в связи с получением институтом статуса университета, журнал стал именоваться «Вестник Православного Свято-Тихоновского гуманитарного университета». Журнал предназначен для публикации «основных результатов диссертационных исследований на соискание ученой степени доктора и кандидата наук, результатов иных исследований по разрабатываемым в ПСТГУ научным направлениям, а также для публикации оригинальных научных материалов, представляющих интерес для социо-гуманитарной науки, имеющих теоретическую и практическую значимость».
Разбит на 5 тематических серий, которые соответствии с требованиями Высшей аттестационной комиссии при Министерстве образования и науки РФ зарегистрированы в Федеральной службе по надзору в сфере связи, информационных технологий и массовых коммуникаций в качестве самостоятельных средств массовой информации:
- Серия I. Богословие. Философия. Религиоведение. ISSN 1991-640X. Периодичность: 6 раз в год[106]
- Серия II. История. История Русской Православной Церкви. ISSN 19916434. Периодичность: 6 раз в год[107].
- Серия III. Филология. ISSN 19916485. Периодичность: 4 раза в год[108].
- Серия IV. Педагогика. Психология. ISSN 19916493. Периодичность: 4 раза в год[109].
- Серия V. Вопросы истории и теории христианского искусства. ISSN 22205098. Периодичность: 4 раза в год.[110]

С 2010 года «Вестник ПСТГУ» входит в перечень ведущих рецензируемых научных журналов и изданий ВАК. В 2018 году серия I: Богословие. Философия. Религиоведение была включена в наукометрическую базу Scopus.

### Филаретовский альманах
В 2004 году силами Богословского факультета ПСТГУ было начато издание «Филаретовского альманаха». Изначально в издании публиковались материалы, относящихся к жизни и деяниям митрополита Московского и Коломенского Филарета (Дроздова). Издание стало первым в России периодическим изданием такого рода. Со временем тематика «Филаретовского альманах» была расширена, и в настоящий момент издание предлагает широкий спектр исследований и источников по богословию и истории Русской Церкви. «Именно масштаб личности святителя Филарета позволяет охватить в публикациях различные аспекты русской духовной культуры XIX—XX столетий». Ядром редакционной коллегии и редакционного совета издания являются сотрудники Научного центра истории богословия и богословского образования ПСТГУ. Журнал выходил раз в год, но 2 декабря 2024 года заместитель главного редактора альманаха диакон Евгений Лютько отметил, что «Филаретовский альманах» будет выходить четыре раза в год. Кроме того, в альманах включена новая рубрика «Русское богословие: исследования и материалы», которая раньше была локализована в отдельном одноимённом журнале.

## Внеучебная деятельность и атмосфера

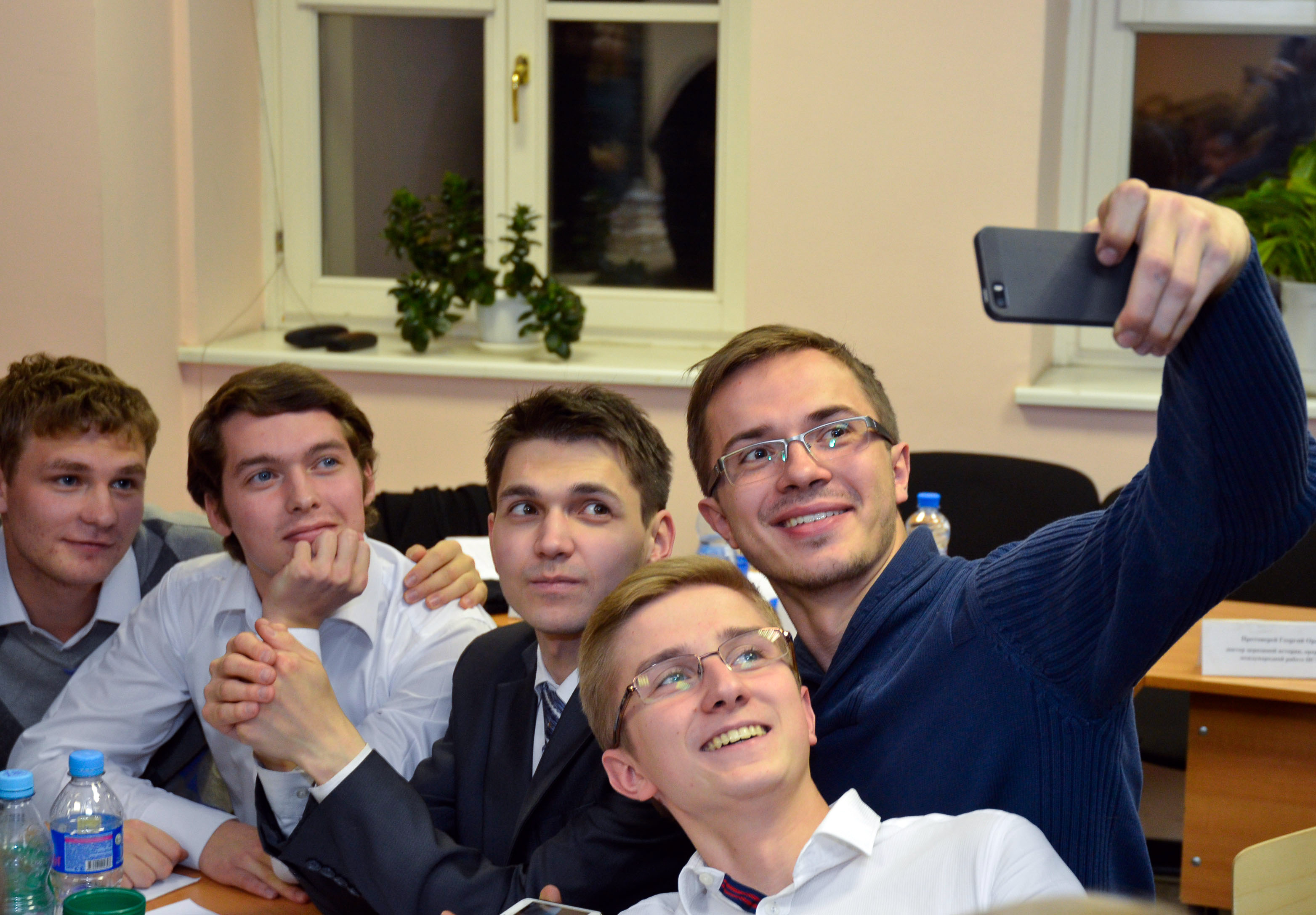
Участники XI Открытого интеллектуального турнира ПСТГУ. 18 октября 2014 года

В ПСТГУ стремятся сохранить дух классического университета, основанного на христианских принципах. ПСТГУ сочетает консерватизм с открытостью и дружелюбием. Студенты, преподаватели, выпускники взаимодействуют в духе доверия и открытости. Атмосфера в ПСТГУ: дружелюбная — студенты часто отмечают доброжелательное отношение преподавателей и администрации; духовно-ориентированная — поскольку университет православный, религиозные ценности и практики играют важную роль в повседневной жизни; интеллектуальная и творческая — университет привлекает людей, интересующихся философией, историей, богословием, литературой, искусством и культурой. Хотя у ПСТГУ нет единого кампуса, в каждом из них имеются собственные храмы, читальные залы, библиотеки и пространства для общения. В главном здании ПСТГУ в Лиховом переулке проходят концерты, фестивали, конференции, презентации книг, выставки, работает лекторий.
Во всех университетских храмах регулярно проводятся молебны (в том числе общефакультетские по случаю начала учебного года и 7 апреля в Донском монастыре у мощей патриарха Тихона, небесного покровителя ПСТГУ), литургии и иные литургические чины. Студенты могут посещать службы по желанию, но участие в них считается важным аспектом жизни университета. Обязательно посещение служб только для студентов ПСТБИ. На первой и последней седмицах Великого поста в ПСТГУ отменяются занятия, чтобы преподаватели и студенты ежедневно могли посещать эти богослужения. Еженедельные лекции, конференции, круглые столы, открытые чтения. Университет регулярно организует мероприятия в сотрудничестве с другими вузами, в том числе зарубежными, средними школами, духовными академиями, научными и культурными центрами. Действуют студенческие научные общества. В 2014 году был создан Добровольческий корпус, объединяющий усилия в делах милосердия, активно участвующий в важнейших церковно-общественных мероприятиях. Студенты принимают участие в благотворительных акциях, помогают в больницах, детских домах, откликаются на адресные просьбы о помощи. Существует Интеллектуальный клуб «Что? Где? Когда?» ПСТГУ, действующий с 8 ноября 2015 года. Игровой сезон клуба соответствует учебному году. Соревнуются факультеты ПСТГУ, а также представители духовных школ РПЦ.
С 2010 года действует Студенческий совет — выборный орган студенческого самоуправления ПСТГУ, состоящий из представителей факультетов и объединений Университета и представляет интересы всех учащихся на всех уровнях в ПСТГУ. Проводятся балы ПСТГУ и танцевальные выступление на 9 мая.
С 2014 года Свято-Тихоновский богословский институт проводит пастырские семинары, которые собирают священников из разных епархий для обсуждения широкого круга острых проблем пастырского служения.

## Оценки
Согласно мониторингу РИА Новости и НИУ-ВШЭ, проводившемуся в рамках совместного проекта «Общественный контроль за процедурами приёма в вузы как условие обеспечения равного доступа к образованию», подготовленному по заказу Общественной палаты РФ, в 2011 году ПСТГУ занял 4-е место по качеству приёма студентов в негосударственные вузы.
Андрей Зубов в интервью журналу «Нескучный сад» заявил:

Мне со стороны видно, какое значение имеет Свято-Тихоновский университет, насколько в нём высок уровень преподавания, какие хорошие проходят защиты, как хорошо готовят аспирантов, какие книги выпускает университет.
Я думаю, это лучшее, что было создано нового в области православного образования в России после 1988 года. Основатели университета сделали чудо: восстановили абсолютно разгромленное в советское время православное образование (физически разгромленное, поскольку уничтожалась профессура). Это героический поступок.

Протоиерей Джон Бэр (Православная церковь в Америке) в 2013 году отметил: «Очень многие наши студенты приезжали учиться на факультет церковных художеств, а по возвращении мы убеждались в их профессиональном росте и получали от них исключительно положительные отзывы о ПСТГУ».
В июне 2015 года ПСТГУ вошёл, по специальности «образование и педагогические науки», в Топ-10 высших учебных заведений Москвы по версии газеты «Коммерсантъ», выпускники которых устраиваются на высокооплачиваемую работу.
Согласно рейтингу востребованности вузов в РФ 2016 года, ПСТГУ занял третье место, уступив МГППУ и МГПУ.
Согласно рейтингу востребованности вузов в РФ 2018 года, опубликованным МИА Россия Сегодня, ПСТГУ стал самым востребованным среди гуманитарных вузов, опередив Московский городской педагогический университет и Российский государственный педагогический университет имени А. И. Герцена.